# Spilinga
Spilinga is een gemeente in de Italiaanse provincie Vibo Valentia (regio Calabrië) en telt 1665 inwoners (31-12-2004). De oppervlakte bedraagt 18,7 km², de bevolkingsdichtheid is 89 inwoners per km².
De volgende frazioni maken deel uit van de gemeente: Panaìa, Monte Poro.

## Demografie
Spilinga telt ongeveer 633 huishoudens. Het aantal inwoners daalde in de periode 1991-2001 met 0,4% volgens cijfers uit de tienjaarlijkse volkstellingen van ISTAT.
| Jaar | Inwoneraantal |
| ---- | ------------- |
| 1991 | 1615          |
| 2001 | 1609          |

## Geografie
De gemeente ligt op ongeveer 650 meter boven zeeniveau.
Spilinga grenst aan de volgende gemeenten: Drapia, Joppolo, Limbadi, Nicotera, Ricadi, Rombiolo, Zungri.
Acquaro · Arena · Briatico · Brognaturo · Capistrano · Cessaniti · Dasà · Dinami · Drapia · Fabrizia · Filadelfia · Filandari · Filogaso · Francavilla Angitola · Francica · Gerocarne · Jonadi · Joppolo · Limbadi · Maierato · Mileto · Mongiana · Monterosso Calabro · Nardodipace · Nicotera · Parghelia · Pizzo · Pizzoni · Polia · Ricadi · Rombiolo · San Calogero · San Costantino Calabro · San Gregorio d'Ippona · San Nicola da Crissa · Sant'Onofrio · Serra San Bruno · Simbario · Sorianello · Soriano Calabro · Spadola · Spilinga · Stefanaconi · Tropea · Vallelonga · Vazzano · Vibo Valentia · Zaccanopoli · Zambrone · Zungri
1. ↑  https://demo.istat.it/?l=it.